# Săsenii pe Vale
Săsenii pe Vale – wieś w Rumunii, w okręgu Buzău, w gminie Vernești. W 2011 roku liczyła 80 mieszkańców.